# جيمس بلاكويل (لاعب اتحاد الرغبي)
جيمس بلاكويل (بالإنجليزية: James Blackwell)‏ هو لاعب اتحاد الرغبي نيوزيلندي، ولد في 1 أبريل 1995.